# Hadena subviolacea
Hadena subviolacea là một loài bướm đêm trong họ Noctuidae.